# 高尾站 (東京都)

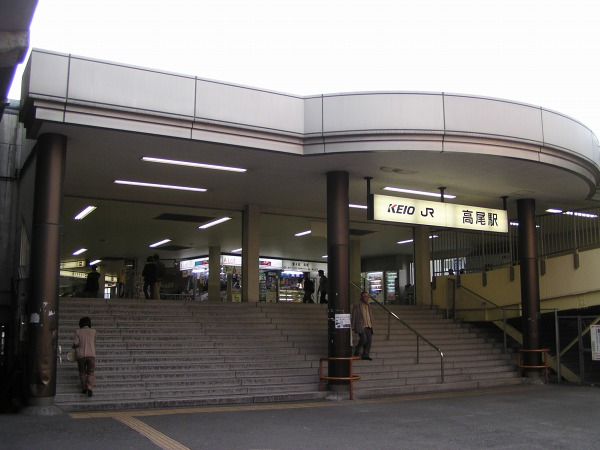
南口（2005年11月23日）

高尾站（日语：／ Takao eki */?）是一個位於東京都八王子市高尾町與初澤町，屬於東日本旅客鐵道（JR東日本）、京王電鐵的鐵路車站。京王電鐵的車站編號是KO52。

## 概要
「高尾」之名來自高尾山及真言宗的名刹「高尾山藥王院」。
開業時的車站名為「淺川」，源自開業當時所在地東京府南多摩郡淺川村。1927年町制施行之後於1959年編入八王子市、站名於1961年改為高尾站。

### 停站路線
高尾站停靠JR東日本的中央本線與京王電鐵的高尾線，同時是兩線轉乘站。
因JR中央本線從本站轉換運行形態，東京方向的快速電車與甲府方向的普通列車（中距離電車）多以本站為起始、終點站。本站往西的列車，包含直通東京站等快速電車區間的列車在內，全部列車編號以「M」表示。本站往東標示為「中央線」，本站往西標示為「中央本線」。但是，停靠立川站、豐田站、八王子站的中距離列車（起於甲府方向的普通列車）除部分班次，高尾以東的列車編號也以M表示。
中距離列車過去曾直通新宿站，但現在除臨時列車（Holiday快速富士山等）外，全部止於立川站。在廢止駛往新宿站後，東京發車直通大月站的快速電車班次逐漸增加。此外，往富士急行線河口湖站的中距離列車（本站發車）、快速電車（東京發車）也在早晨與傍晚運行。依據現行時刻表，往東京方向與甲府方向的班次多在本站折返。

## 歷史
- 1901年（明治34年）8月1日 - 官設鐵道淺川站（浅川駅）開業，執行客運與貨運業務。
- 1909年（明治42年）10月12日 - 線路名稱定中央東線（1911年起改為中央本線）。
- 1945年（昭和20年）5月25日 - 美軍艦載機攻擊，貨車等毀損。
  - 7月8日 - 站房遭美軍艦載機機槍掃射。
  - 8月5日 - 發生湯之花隧道列車槍擊事件，往長野的419列車在本站及與瀨站（現在的相模湖車站）之間的湯之花隧道遭到美國陸軍航空軍飛機機槍掃射。
- 1949年（昭和24年）6月1日 - 日本國有鐵道成立。
- 1960年（昭和35年）4月20日 - 貨運業務廢止。
- 1961年（昭和36年）3月20日 - 改稱高尾站。
- 1967年（昭和42年）10月1日 - 京王帝都電鐵高尾線開通。
- 1987年（昭和62年）4月1日 - 國鐵分割民營化，本站成為JR東日本車站。
- 1997年（平成9年） - 入選關東車站百選。
- 2001年（平成13年）
  - 3月27日 - 京王電鐵改點，新設準特急，本站為停車站。
  - 11月18日 - JR東日本導入IC卡Suica。
- 2002年（平成14年）
  - 1月26日 - 隨著中央本線設置下行通過線，線路切換工程開始。
  - 12月1日 - 急行「阿爾卑斯」（アルプス）廢止。除特急「成田特快」外所有優等列車不停車。
- 2003年（平成15年）3月2日 - 中央本線下行通過線啟用。同時下行本線從4號線改為通過線。
- 2007年（平成19年）3月18日 - 京王導入IC卡PASMO。

## 車站構造

### JR東日本
本站是擁有島式月台2面4線加通過線1線共2面5線的地面車站。靠近北口站房為1號月台。1號月台北側有4條留置線，南側有1條通過線。
1號月台是電車發車月台，2號月台是上行本線，3號月台是上行待避線，4號月台是下行待避線，未靠月台的通過線是下行本線。4號月台還有1條留置線可供中央本線出現異常導致滿線時調度使用。1號月台是部份從本站發車的上行中央線快速電車所使用，2～4號月台則有各列車停靠。
1號月台除外的月台有效長度為12輛，可讓特急臨時停車。另外JR中央線也計畫於2020年度在東京～大月站間的橘色段加入兩輛雙層綠色車廂，成為12輛編組。但1號月台與北側4條留置線、西八王子側的1條調車線尚未規劃對應12輛編組列車的時程。
北口站房與站房東側天橋之間的列車資訊看板，在2007年2月以前分別顯示1號月台與2號月台的發車資訊，同年3月起改為1號月台側顯示上行東京方向的發車、月台資訊，2號月台側顯示下行甲府、松本方向的發車、月台資訊，並加上大字體的「月台編號」與「上行」、「下行」避免誤乘。2012年3月起，2號月台的列車資訊看板移往北口側，樓梯口的列車資訊看板上半部為東京方向發車資訊，下半部是甲府、松本方向的發車資訊。
入選關東車站百選的社寺風北口站房，原是大正天皇大喪列車始發站新宿御苑的臨時站房，1927年（昭和2年）移至此地成為第2代站房。設計者是設計大社線大社站的曾田甚藏。本站房在2010年春季整修，增加餐飲店與商店。
本站是直營站，設有綠色窗口（營業時間8:00 - 20:00）、自動售票機（附設指定席售票機）、自動驗票閘門、自動精算機等。站房內部有餐飲店，免費區與付費區皆可利用。商店有3、4號月台的KIOSK與付費區外的NEWDAYS。
月台天橋分別在北口站房西側的甲府側月台與月台中央（設有電扶梯），僅有月台中央的天橋可通往南口、京王高尾線。廁所在北口付費區內靠大月側的位置。
3、4號月台靠東京側有高尾山天狗石像。此外，2號月台屋頂梁柱有太平洋戰爭中美軍機槍掃射的彈痕。
近年已導入ATOS。

#### 月台配置
| 月台  | 路線   | 方向 | 目的地                       |
| ----- | ------ | ---- | ---------------------------- |
| 1     | 中央線 | 上行 | 八王子、立川、新宿、東京方向 |
| 2 - 4 | 中央線 | 上行 | 八王子、立川、新宿、東京方向 |
| 2 - 4 | 中央線 | 下行 | 相模湖、大月、甲府方向       |

（來源：JR東日本:車站構內圖 （页面存档备份，存于））

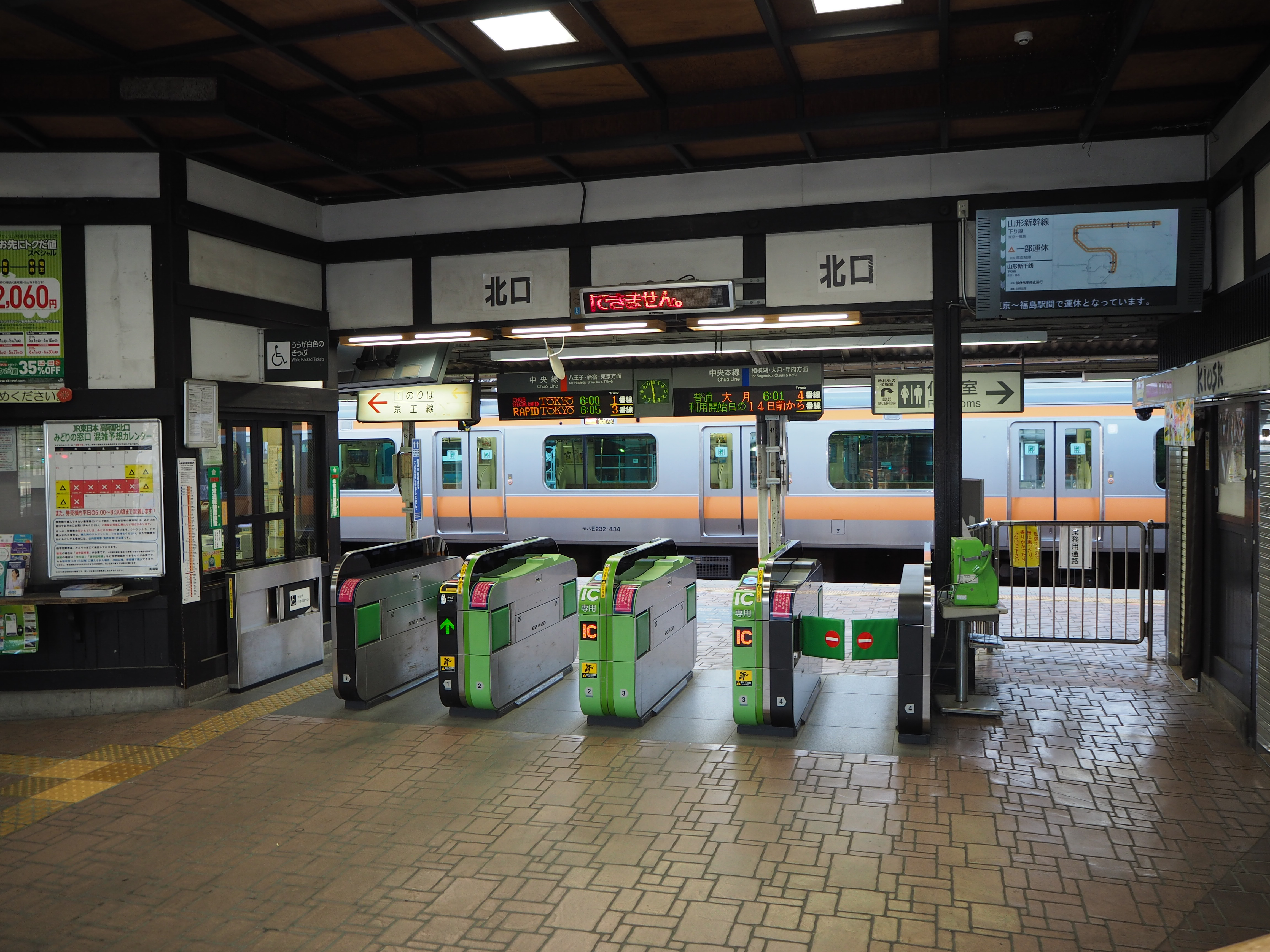
北口閘口（2018年4月）
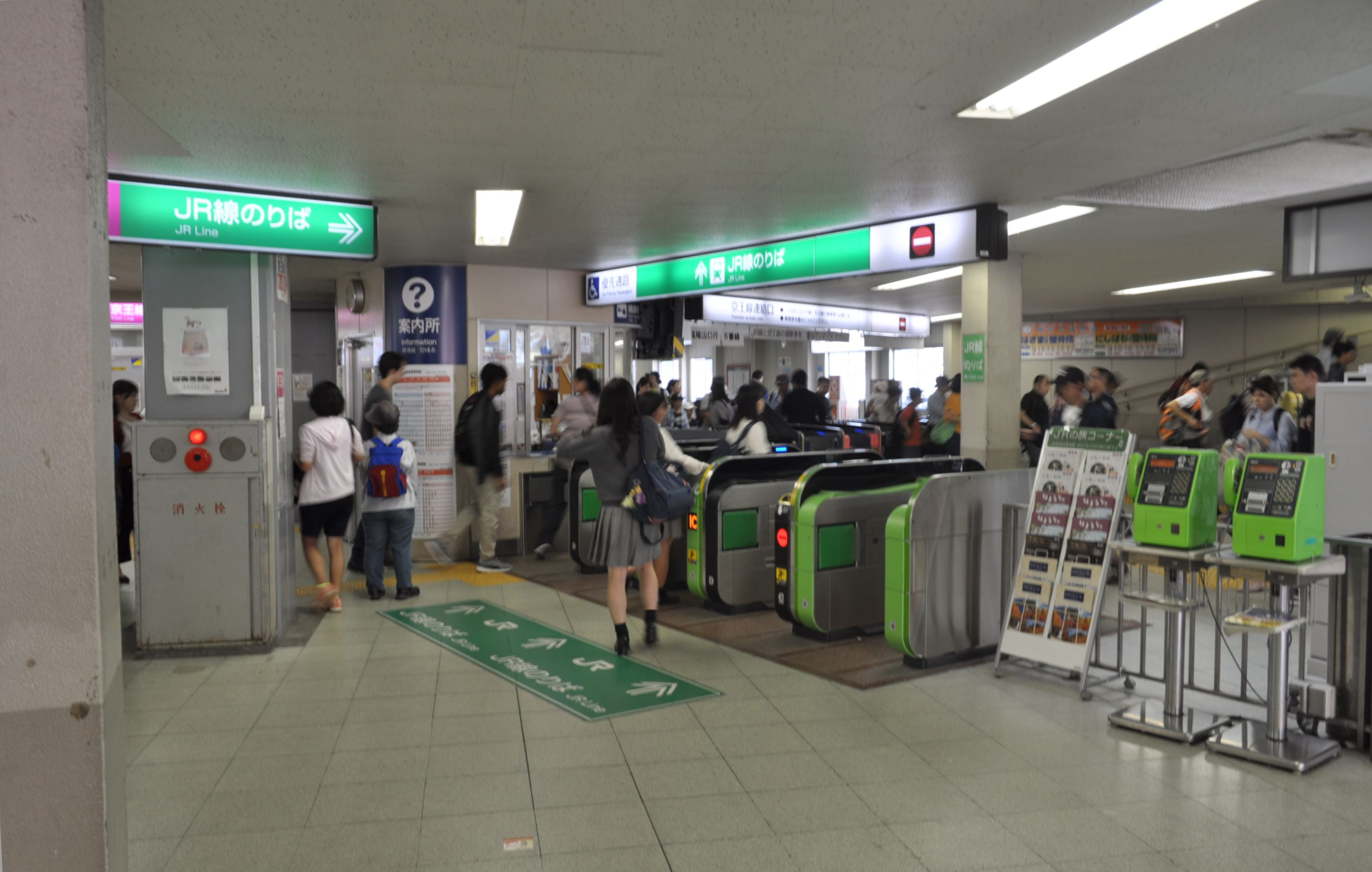
南口JR閘口（2017年10月9日攝）
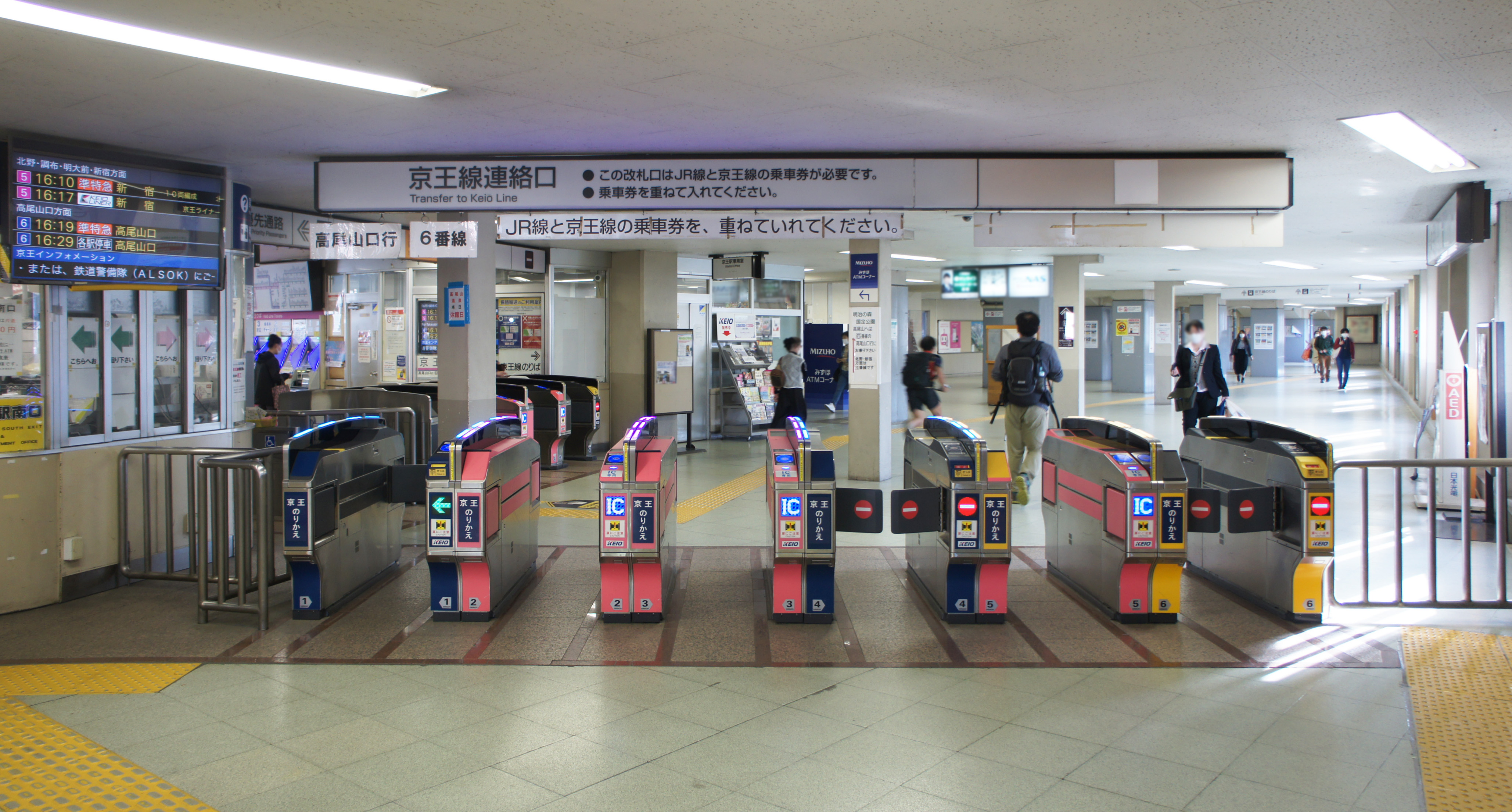
JR、京王轉乘閘口（2021年4月）

#### JR線鐵道配線圖
| ← 八王子、立川、 新宿、東京 方向 | 東日本旅客鐵道（JR東日本） 中央本線 高尾站配線簡圖 | → 大月、甲府、 小淵澤、鹽尻、 松本 方向 |
| 图例 参考文献：* 「中央線高尾駅改良で下り通過線が完成」、鉄道ジャーナル社、『鉄道ジャーナル』、第37巻5号（通巻第439号）、 2003年5月、88頁。 ▲：下行通過列車路線 |                                                    |                                         |

### 京王電鐵
京王高尾站是島式月台1面2線高架車站。月台編號是延續JR東日本月台編號排序。
本站至終點站高尾山口站為單線運行。
廁所位於2樓剪票口內。

#### 月台配置
| 月台 | 路線   | 方向 | 目的地                         | 備註                |
| ---- | ------ | ---- | ------------------------------ | ------------------- |
| 5    | 高尾線 | 上行 | 北野、高幡不動、調布、新宿方向 |                     |
| 6    | 高尾線 | 下行 | 往高尾山口                     | 末班車在5號月台發車 |

- 除部分列車，上行的快速、各停在北野站與京王八王子站發車的特急、急行相互接續，特急、準特急、急行則與各停相互接續。
- 白天特急（週六日為準特急）與各停每小時各3班總計6班（間隔約10分）交互發車。
- 有本站起始的班次（平日早晨上行各停2班。因列車回送問題，沒有以本站為終點站的班次）。

### 剪票口

#### 南口
車站南口從高尾線開通起，是由當時京王帝都電鐵所管理的共同剪票口，1990年代後半分為京王電鐵與JR東日本各自的專用剪票口與轉乘閘門。
剪票口管理者為京王電鐵。京王與JR東日本各自設有自動售票機。JR東日本售票機可進行Suica以及與Suica通用之IC卡（PASMO、kitaca、TOICA、ICOCA、SUGOCA、快捷卡、nimoca）的儲值。京王售票機可儲值PASMO與Suica。

#### 北口
剪票口管理者為JR東日本。JR東日本與京王各自設有自動售票機，JR東日本售票機也可購入京王單程票。若要從這裡前往搭乘京王高尾線，需使用轉乘閘門。

### 整修計畫
車站周邊被鐵路分割成南北兩部分。一般民眾若是要往來南北兩口，須購買月台票穿越JR付費區（亦有定期月台票），或是繞至車站東側町田街道以及車站西側初澤平交道。
因此，八王子市計畫整備北口廣場並建設JR跨站式站房與聯絡通道。上述的社寺風北口站房將移往過去皇室專用車站東淺川站舊址的東淺川保健福祉中心第二停車場。

## 使用情況
- JR東日本 - 2019年度1日平均上車人次為28,214人[利用客数 1]。
- 京王電鐵 - 2019年度1日平均上下車人次為26,683人[利用客数 2]，高尾線第一。

### 各年度1日平均上下車人次
近年1日平均上下車人次推移如下表（JR除外）。
| 年度               | 京王帝都電鐵 / 京王電鐵 | 京王帝都電鐵 / 京王電鐵 |
| 年度               | 1日平均 上下車人次      | 增長率                  |
| ------------------ | ----------------------- | ----------------------- |
| 1967年（昭和42年） | 3,160                   |                         |
| 1970年（昭和45年） | 6,376                   |                         |
| 1975年（昭和50年） | 11,257                  |                         |
| 1980年（昭和55年） | 20,654                  |                         |
| 1985年（昭和60年） | 23,659                  |                         |
| 1989年（平成元年） | 26,435                  |                         |
| 1990年（平成02年） | 27,526                  | 4.1%                    |
| 1991年（平成03年） | 28,042                  | 1.9%                    |
| 1995年（平成07年） | 27,705                  |                         |
| 2000年（平成12年） | 26,739                  |                         |
| 2003年（平成15年） | 26,632                  |                         |
| 2004年（平成16年） | 26,635                  | 0.0%                    |
| 2005年（平成17年） | 26,677                  | 0.2%                    |
| 2006年（平成18年） | 26,505                  | −0.6%                   |
| 2007年（平成19年） | 26,828                  | 1.2%                    |
| 2008年（平成20年） | 27,616                  | 2.9%                    |
| 2009年（平成21年） | 27,685                  | 0.2%                    |
| 2010年（平成22年） | 27,585                  | −0.4%                   |
| 2011年（平成23年） | 26,743                  | −3.0%                   |
| 2012年（平成24年） | 27,422                  | 2.5%                    |
| 2013年（平成25年） | 27,453                  | 0.1%                    |
| 2014年（平成26年） | 27,209                  | −0.9%                   |
| 2015年（平成27年） | 27,414                  | 0.8%                    |
| 2016年（平成28年） | 27,425                  | 0.0%                    |
| 2017年（平成29年） | 27,653                  | 0.8%                    |
| 2018年（平成30年） | 27,566                  | −0.3%                   |
| 2019年（令和元年） | 26,683                  | −3.2%                   |

### 各年度1日平均上車人次（1900年代 - 1930年代）
| 年度               | 官設鐵道/ 國鐵 | 來源              |
| ------------------ | -------------- | ----------------- |
| 1901年（明治34年） | [ 備考 1 ]     | [ 東京府統計 1 ]  |
| 1902年（明治35年） | 82             | [ 東京府統計 2 ]  |
| 1903年（明治36年） | 84             | [ 東京府統計 3 ]  |
| 1904年（明治37年） | 73             | [ 東京府統計 4 ]  |
| 1905年（明治38年） | 77             | [ 東京府統計 5 ]  |
| 1907年（明治40年） | 133            | [ 東京府統計 6 ]  |
| 1908年（明治41年） | 139            | [ 東京府統計 7 ]  |
| 1909年（明治42年） | 186            | [ 東京府統計 8 ]  |
| 1911年（明治44年） | 194            | [ 東京府統計 9 ]  |
| 1912年（大正元年） | 196            | [ 東京府統計 10 ] |
| 1913年（大正02年） | 181            | [ 東京府統計 11 ] |
| 1914年（大正03年） | 182            | [ 東京府統計 12 ] |
| 1915年（大正04年） | 159            | [ 東京府統計 13 ] |
| 1916年（大正05年） | 209            | [ 東京府統計 14 ] |
| 1919年（大正08年） | 389            | [ 東京府統計 15 ] |
| 1920年（大正09年） | 378            | [ 東京府統計 16 ] |
| 1922年（大正11年） | 462            | [ 東京府統計 17 ] |
| 1923年（大正12年） | 437            | [ 東京府統計 18 ] |
| 1924年（大正13年） | 574            | [ 東京府統計 19 ] |
| 1925年（大正14年） | 530            | [ 東京府統計 20 ] |
| 1926年（昭和元年） | 1,785          | [ 東京府統計 21 ] |
| 1927年（昭和02年） | 1,127          | [ 東京府統計 22 ] |
| 1928年（昭和03年） | 1,183          | [ 東京府統計 23 ] |
| 1929年（昭和04年） | 815            | [ 東京府統計 24 ] |
| 1930年（昭和05年） | 652            | [ 東京府統計 25 ] |
| 1931年（昭和06年） | 740            | [ 東京府統計 26 ] |
| 1932年（昭和07年） | 738            | [ 東京府統計 27 ] |
| 1933年（昭和08年） | 768            | [ 東京府統計 28 ] |
| 1934年（昭和09年） | 713            | [ 東京府統計 29 ] |
| 1935年（昭和10年） | 781            | [ 東京府統計 30 ] |

### 各年度1日平均上車人次（1953年 - 2000年）
| 年度               | 國鐵/ JR東日本 | 京王帝都電鐵 /京王電鐵 | 來源              |
| ------------------ | -------------- | ---------------------- | ----------------- |
| 1953年（昭和28年） | 3,295          | 未 開 業               | [ 東京都統計 1 ]  |
| 1954年（昭和29年） | 3,492          | 未 開 業               | [ 東京都統計 2 ]  |
| 1955年（昭和30年） | 3,506          | 未 開 業               | [ 東京都統計 3 ]  |
| 1956年（昭和31年） | 3,731          | 未 開 業               | [ 東京都統計 4 ]  |
| 1957年（昭和32年） | 3,926          | 未 開 業               | [ 東京都統計 5 ]  |
| 1958年（昭和33年） | 4,115          | 未 開 業               | [ 東京都統計 6 ]  |
| 1959年（昭和34年） | 4,420          | 未 開 業               | [ 東京都統計 7 ]  |
| 1960年（昭和35年） | 4,771          | 未 開 業               | [ 東京都統計 8 ]  |
| 1961年（昭和36年） | 5,307          | 未 開 業               | [ 東京都統計 9 ]  |
| 1962年（昭和37年） | 5,845          | 未 開 業               | [ 東京都統計 10 ] |
| 1963年（昭和38年） | 6,355          | 未 開 業               | [ 東京都統計 11 ] |
| 1964年（昭和39年） | 7,304          | 未 開 業               | [ 東京都統計 12 ] |
| 1965年（昭和40年） | 7,996          | 未 開 業               | [ 東京都統計 13 ] |
| 1966年（昭和41年） | 8,226          | 未 開 業               | [ 東京都統計 14 ] |
| 1967年（昭和42年） | 8,563          | 1,945                  | [ 東京都統計 15 ] |
| 1968年（昭和43年） | 9,861          | 2,591                  | [ 東京都統計 16 ] |
| 1969年（昭和44年） | 8,625          | 3,088                  | [ 東京都統計 17 ] |
| 1970年（昭和45年） | 8,907          | 3,293                  | [ 東京都統計 18 ] |
| 1971年（昭和46年） | 9,560          | 3,527                  | [ 東京都統計 19 ] |
| 1972年（昭和47年） | 10,041         | 3,959                  | [ 東京都統計 20 ] |
| 1973年（昭和48年） | 11,584         | 4,463                  | [ 東京都統計 21 ] |
| 1974年（昭和49年） | 13,603         | 4,389                  | [ 東京都統計 22 ] |
| 1975年（昭和50年） | 14,546         | 5,287                  | [ 東京都統計 23 ] |
| 1976年（昭和51年） | 16,170         | 5,953                  | [ 東京都統計 24 ] |
| 1977年（昭和52年） | 18,986         | 7,216                  | [ 東京都統計 25 ] |
| 1978年（昭和53年） | 20,888         | 8,049                  | [ 東京都統計 26 ] |
| 1979年（昭和54年） | 22,292         | 9,325                  | [ 東京都統計 27 ] |
| 1980年（昭和55年） | 21,351         | 10,167                 | [ 東京都統計 28 ] |
| 1981年（昭和56年） | 22,405         | 11,436                 | [ 東京都統計 29 ] |
| 1982年（昭和57年） | 22,430         | 11,449                 | [ 東京都統計 30 ] |
| 1983年（昭和58年） | 23,473         | 11,579                 | [ 東京都統計 31 ] |
| 1984年（昭和59年） | 24,175         | 11,910                 | [ 東京都統計 32 ] |
| 1985年（昭和60年） | 24,532         | 11,537                 | [ 東京都統計 33 ] |
| 1986年（昭和61年） | 26,915         | 12,419                 | [ 東京都統計 34 ] |
| 1987年（昭和62年） | 21,751         | 13,563                 | [ 東京都統計 35 ] |
| 1988年（昭和63年） | 26,860         | 13,132                 | [ 東京都統計 36 ] |
| 1989年（平成元年） | 28,049         | 13,005                 | [ 東京都統計 37 ] |
| 1990年（平成02年） | 30,392         | 13,307                 | [ 東京都統計 38 ] |
| 1991年（平成03年） | 32,131         | 13,525                 | [ 東京都統計 39 ] |
| 1992年（平成04年） | 33,471         | 13,490                 | [ 東京都統計 40 ] |
| 1993年（平成05年） | 33,668         | 13,148                 | [ 東京都統計 41 ] |
| 1994年（平成06年） | 34,814         | 13,241                 | [ 東京都統計 42 ] |
| 1995年（平成07年） | 34,301         | 13,281                 | [ 東京都統計 43 ] |
| 1996年（平成08年） | 35,542         | 13,605                 | [ 東京都統計 44 ] |
| 1997年（平成09年） | 35,225         | 13,329                 | [ 東京都統計 45 ] |
| 1998年（平成10年） | 34,266         | 13,304                 | [ 東京都統計 46 ] |
| 1999年（平成11年） | 33,874         | 13,358                 | [ 東京都統計 47 ] |
| 2000年（平成12年） | 33,666         | 13,216                 | [ 東京都統計 48 ] |

### 各年度1日平均上車人次（2001年以後）
| 年度               | JR東日本 | 京王電鐵 | 來源              |
| ------------------ | -------- | -------- | ----------------- |
| 2001年（平成13年） | 33,391   | 13,334   | [ 東京都統計 49 ] |
| 2002年（平成14年） | 32,627   | 12,978   | [ 東京都統計 50 ] |
| 2003年（平成15年） | 32,554   | 13,238   | [ 東京都統計 51 ] |
| 2004年（平成16年） | 32,091   | 13,271   | [ 東京都統計 52 ] |
| 2005年（平成17年） | 32,388   | 13,345   | [ 東京都統計 53 ] |
| 2006年（平成18年） | 32,074   | 13,301   | [ 東京都統計 54 ] |
| 2007年（平成19年） | 31,909   | 13,320   | [ 東京都統計 55 ] |
| 2008年（平成20年） | 31,667   | 13,729   | [ 東京都統計 56 ] |
| 2009年（平成21年） | 30,862   | 13,751   | [ 東京都統計 57 ] |
| 2010年（平成22年） | 30,517   | 13,688   | [ 東京都統計 58 ] |
| 2011年（平成23年） | 29,968   | 13,238   | [ 東京都統計 59 ] |
| 2012年（平成24年） | 29,883   | 13,600   | [ 東京都統計 60 ] |
| 2013年（平成25年） | 30,284   | 13,570   | [ 東京都統計 61 ] |
| 2014年（平成26年） | 29,710   | 13,419   | [ 東京都統計 62 ] |
| 2015年（平成27年） | 29,110   | 13,462   | [ 東京都統計 63 ] |
| 2016年（平成28年） | 29,071   | 13,479   | [ 東京都統計 64 ] |
| 2017年（平成29年） | 29,270   | 13,589   | [ 東京都統計 65 ] |
| 2018年（平成30年） | 28,871   | 13,548   | [ 東京都統計 66 ] |
| 2019年（令和元年） | 28,214   |          |                   |

備註
1. ↑  1901年8月1日開業。
2. ↑  1967年10月1日開業。開業日から翌年3月31日までの計182日間を集計したデータ。

## 車站周邊
圓環北側有國道20號（甲州街道）通過，高尾站前交差點以東是單向2車道、西側是單向1車道。另外，由於緊鄰南淺川與山區，大型住宅、商業設施較少，多為環境設施與墓地等。

### 北口
- 國道20號（甲州街道）
- 東京都道46號八王子秋留野線（日语：東京都道46号八王子あきる野線）（高尾街道）
- 武藏陵墓地（多摩御陵）
  - 大正天皇多摩陵
  - 貞明皇后多摩東陵
  - 昭和天皇武藏野陵
  - 香淳皇后武藏野東陵
- 多摩森林科學園、森之科學館
- 高尾之森wakuwaku village（日语：京王ユース・プラザ）
- 共立女子大學八王子校區
- 共立女子第二中學校、高等學校（日语：共立女子第二中学校・高等学校）
- 八王子市役所淺川事務所
- 淺川郵便局
- 東京都立八王子靈園
- 東京靈園
- 高尾靈園
- 陣馬山 - 北口搭乘西東京巴士（日语：西東京バス）。
- 八王子N廣場 - N軌鐵道模型專用出租運行場
- 廿里古戰場（日语：廿里古戰場）

### 南口
京王高尾線開業以前，住宅、商業設施稀少，之後隨著住宅區開發與大學移入逐漸發展。
- 東京都立翔陽高等學校（日语：東京都立翔陽高等学校）
- 東京都道47號八王子町田線（日语：東京都道47号八王子町田線）（町田街道）
- 東京醫科大學八王子醫療中心（日语：東京医科大学八王子医療センター）
- 拓殖大學八王子校區
- 八王子市立館小學校 - 舊上館小學校與殿入小學校（現高尾山學園）統合。
- 八王子市立館中學校
- 穎明館中學校、高等學校（日语：穎明館中学校・高等学校）
- 東京消防廳八王子消防署淺川出張所
- 京王高尾站前郵便局
- 京王Store（日语：京王ストア）、啓文堂書店（日语：京王書籍販売）
- 大榮（日语：ダイエー）gourmet city（日语：グルメシティ）
- 京王皇冠街（日语：京王クラウン街）
- 勞動者健康福祉機構（日语：勞働者健康福祉機構）高尾御衣（みころも）靈堂
- 館丘團地
- 實踐學園高尾球場
- 高尾之湯furoppy（ふろッぴィ）（八王子健康園）

## 巴士路線
「高尾站北口」巴士站在北口土產店前設有1、2號乘車處，可搭乘西東京巴士與京王巴士南（僅高01）。由於用地狹小，設有調車轉盤。2009年12月1日起，新宿站西口（之後改為新橋站）經高尾站北口往恩方車庫的深夜急行巴士開始運行（僅下車）。
另外，甲州街道、高尾站前交差點附近也有巴士站，可搭乘西東京巴士、京王電鐵巴士（高02系統）與神奈川中央交通（八07系統）。

### 高尾站北口
- 1號乘車處
  - 霊園01、02、11、21、22、31、32、城01：往高尾之森wakuwaku village、Green Town高尾、寶生寺團地（始發）、恩方營業所、美山町、大久保、陣馬高原下（經靈園正門）、八王子城跡（經靈園前）
- 2號乘車處
  - 高01：往小佛
  - 住01、02：往高尾台住宅、Green Town高尾（經高尾台住宅）
  - 元八11、13 - 16：往Homest Town（ホーメストタウン）、大久保、美山町、馬込松木、西八王子站（經Homest Town）
  - 長85：往西八王子站（經城山手）
- 3號乘車處（甲州街道旁）
  - 元八02：往恩方營業所／往高尾站南口
  - 元八03、04：往京王八王子站（經追分、市役所入口）／往高尾站南口
  - 医01：往寶生寺團地（醫療中心發車）

### 高尾站入口
- 高02：往高尾山口站／往高尾站南口

### 高尾站前
- 八07：往相模湖站／往八王子站
- 高尾站北口3號乘車處與高尾站入口、高尾站前巴士站位置相同。

### 高尾站南口
「高尾站南口」巴士站在圓環，分為1到5號乘車處。可搭乘京王電鐵巴士、京王巴士南、西東京巴士的路線巴士與東京空港交通、京王巴士南、西東京巴士共同運行的機場連絡巴士。
- 1號乘車處
  - 高23：往拓殖大學
- 2號乘車處
  - 高02：往高尾山口站
  - 高22：往館事務所
  - 急行：往穎明館內
  - 高28：往Green Hill寺田
- 3號乘車處
  - 八04、06、高24 - 26：往醫療中心、館丘團地方向
- 4號乘車處
  - 八04、西62：往京王八王子、西八王子站南口方向
  - 機場接駁巴士：往羽田機場
  - 機場接駁巴士：往成田機場
- 5號乘車處
  - 元八02：往恩方營業所
  - 元八03、04：往京王八王子站
  - 八巴士（日语：はちバス）西南部線：往櫻台團地、松子舞團地方向

## 其他
- 本站至新宿站區間是中央線與京王線的競爭路段。京王至新宿僅需360日圓，JR東日本從本站至吉祥寺 - 新宿間各站適用特定運費（550日圓）。
- 中央線下行末班車到站時間為凌晨1點37分，與高崎站並列日本列車到站時間最晚的車站。

## 相鄰車站
東日本旅客鐵道
 中央線
- 特急「成田特快」始發站

■通勤特快（僅上行，本站以前為各站停車）
八王子（JC 22） ← 高尾（JC 24） ← 相模湖（JC 25）
■中央特快、■通勤快速（僅下行）、■快速、■普通（直通大月站以西）
西八王子（JC 23）－高尾（JC 24）－相模湖（JC 25）
- 此外，本站往相模湖方向的優等列車與臨時列車以外的列車編號皆為「普通」。

 京王電鐵
 高尾線
■特急、■急行
目白台（KO50）－高尾（KO52）－高尾山口（KO53）
■準特急、■區間急行、■快速、■各站停車
狹間（KO51）－高尾（KO52）－高尾山口（KO53）

### 使用情況
JR、私鐵1日平均使用人數
1. ↑  各駅の乗車人員 （页面存档备份，存于） - JR東日本
2. ↑  1日の駅別乗降人員 （页面存档备份，存于） - 京王電鉄

JR東日本2000年度以後上車人次
1. ↑  各駅の乗車人員（2000年度） （页面存档备份，存于） - JR東日本
2. ↑  各駅の乗車人員（2001年度） （页面存档备份，存于） - JR東日本
3. ↑  各駅の乗車人員（2002年度） （页面存档备份，存于） - JR東日本
4. ↑  各駅の乗車人員（2003年度） （页面存档备份，存于） - JR東日本
5. ↑  各駅の乗車人員（2004年度） （页面存档备份，存于） - JR東日本
6. ↑  各駅の乗車人員（2005年度） （页面存档备份，存于） - JR東日本
7. ↑  各駅の乗車人員（2006年度） （页面存档备份，存于） - JR東日本
8. ↑  各駅の乗車人員（2007年度） （页面存档备份，存于） - JR東日本
9. ↑  各駅の乗車人員（2008年度） （页面存档备份，存于） - JR東日本
10. ↑  各駅の乗車人員（2009年度） （页面存档备份，存于） - JR東日本
11. ↑  各駅の乗車人員（2010年度） （页面存档备份，存于） - JR東日本
12. ↑  各駅の乗車人員（2011年度） （页面存档备份，存于） - JR東日本
13. ↑  各駅の乗車人員（2012年度） （页面存档备份，存于） - JR東日本
14. ↑  各駅の乗車人員（2013年度） （页面存档备份，存于） - JR東日本
15. ↑  各駅の乗車人員（2014年度） （页面存档备份，存于） - JR東日本
16. ↑  各駅の乗車人員（2015年度） （页面存档备份，存于） - JR東日本
17. ↑  各駅の乗車人員（2016年度） （页面存档备份，存于） - JR東日本
18. ↑  各駅の乗車人員（2017年度） （页面存档备份，存于） - JR東日本
19. ↑  各駅の乗車人員（2018年度） （页面存档备份，存于） - JR東日本
20. ↑  各駅の乗車人員（2019年度） （页面存档备份，存于） - JR東日本

JR、私鐵統計資料
1. ↑  レポート （页面存档备份，存于） - 関東交通広告協議会
2. ↑  東京都統計年鑑 （页面存档备份，存于） - 東京都
3. ↑  統計八王子 （页面存档备份，存于） - 八王子市

東京府統計書
1. ↑  .   [2020-07-29]. （原始内容存档于2020-08-20）.
2. ↑  .   [2020-07-29]. （原始内容存档于2021-01-23）.
3. ↑  .   [2020-07-29]. （原始内容存档于2020-08-20）.
4. ↑  .   [2020-07-29]. （原始内容存档于2020-08-20）.
5. ↑  .   [2020-07-29]. （原始内容存档于2020-08-20）.
6. ↑  .   [2020-07-29]. （原始内容存档于2020-06-07）.
7. ↑  .   [2020-07-29]. （原始内容存档于2020-08-20）.
8. ↑  .   [2020-07-29]. （原始内容存档于2020-07-29）.
9. ↑  .   [2020-07-29]. （原始内容存档于2020-07-29）.
10. ↑  .   [2020-07-29]. （原始内容存档于2020-06-07）.
11. ↑  .   [2020-07-29]. （原始内容存档于2020-06-16）.
12. ↑  .   [2020-07-29]. （原始内容存档于2020-07-29）.
13. ↑  .   [2020-07-29]. （原始内容存档于2020-06-16）.
14. ↑  .   [2020-07-29]. （原始内容存档于2020-07-29）.
15. ↑  .   [2020-07-29]. （原始内容存档于2020-06-07）.
16. ↑  .   [2020-07-29]. （原始内容存档于2021-01-01）.
17. ↑  .   [2020-07-29]. （原始内容存档于2020-07-29）.
18. ↑  .   [2020-07-29]. （原始内容存档于2020-07-29）.
19. ↑  .   [2020-07-29]. （原始内容存档于2020-07-29）.
20. ↑  .   [2020-07-29]. （原始内容存档于2020-07-29）.
21. ↑  .   [2020-07-29]. （原始内容存档于2020-07-29）.
22. ↑  .   [2020-07-29]. （原始内容存档于2020-07-29）.
23. ↑  .   [2020-07-29]. （原始内容存档于2020-07-29）.
24. ↑  .   [2020-07-29]. （原始内容存档于2020-07-29）.
25. ↑  .   [2020-07-29]. （原始内容存档于2020-07-29）.
26. ↑  .   [2020-07-29]. （原始内容存档于2020-07-29）.
27. ↑  .   [2020-07-29]. （原始内容存档于2020-07-29）.
28. ↑  .   [2020-07-29]. （原始内容存档于2020-07-29）.
29. ↑  .   [2020-07-29]. （原始内容存档于2020-07-29）.
30. ↑  .   [2020-07-29]. （原始内容存档于2020-07-29）.

東京都統計年鑑
1. ↑  昭和28年PDF - 13ページ
2. ↑  昭和29年PDF - 10ページ
3. ↑  昭和30年PDF - 10ページ
4. ↑  昭和31年PDF - 10ページ
5. ↑  昭和32年PDF - 10ページ
6. ↑  昭和33年PDF - 10ページ
7. ↑  .   [2020-07-29]. （原始内容存档于2016-03-05）.
8. ↑  .   [2020-07-29]. （原始内容存档于2016-03-05）.
9. ↑  .   [2020-07-29]. （原始内容存档于2015-06-29）.
10. ↑  .   [2020-07-29]. （原始内容存档于2015-06-29）.
11. ↑  .   [2020-07-29]. （原始内容存档于2015-06-29）.
12. ↑  .   [2020-07-29]. （原始内容存档于2015-06-29）.
13. ↑  .   [2020-07-29]. （原始内容存档于2016-03-05）.
14. ↑  .   [2020-07-29]. （原始内容存档于2016-03-05）.
15. ↑  .   [2020-07-29]. （原始内容存档于2016-03-05）.
16. ↑  .   [2020-07-29]. （原始内容存档于2016-03-05）.
17. ↑  .   [2020-07-29]. （原始内容存档于2016-03-05）.
18. ↑  .   [2020-07-29]. （原始内容存档于2016-03-05）.
19. ↑  .   [2020-07-29]. （原始内容存档于2015-06-29）.
20. ↑  .   [2020-07-29]. （原始内容存档于2015-06-29）.
21. ↑  .   [2020-07-29]. （原始内容存档于2015-06-29）.
22. ↑  .   [2020-07-29]. （原始内容存档于2016-03-05）.
23. ↑  .   [2020-07-29]. （原始内容存档于2016-06-02）.
24. ↑  .   [2020-07-29]. （原始内容存档于2015-06-29）.
25. ↑  .   [2020-07-29]. （原始内容存档于2016-03-05）.
26. ↑  .   [2020-07-29]. （原始内容存档于2015-06-29）.
27. ↑  .   [2020-07-29]. （原始内容存档于2016-03-05）.
28. ↑  .   [2020-07-29]. （原始内容存档于2016-03-05）.
29. ↑  .   [2020-07-29]. （原始内容存档于2016-03-05）.
30. ↑  .   [2020-07-29]. （原始内容存档于2015-06-29）.
31. ↑  .   [2020-07-29]. （原始内容存档于2015-06-29）.
32. ↑  .   [2020-07-29]. （原始内容存档于2015-06-29）.
33. ↑  .   [2020-07-29]. （原始内容存档于2016-03-05）.
34. ↑  .   [2020-07-29]. （原始内容存档于2016-03-05）.
35. ↑  .   [2020-07-29]. （原始内容存档于2015-06-29）.
36. ↑  .   [2020-07-29]. （原始内容存档于2016-03-05）.
37. ↑  .   [2020-07-29]. （原始内容存档于2016-03-05）.
38. ↑  .   [2020-07-29]. （原始内容存档于2016-03-05）.
39. ↑  .   [2020-07-29]. （原始内容存档于2016-03-05）.
40. ↑  .   [2016-03-28]. （原始内容存档于2013-08-15）.
41. ↑  .   [2016-03-28]. （原始内容存档于2013-02-03）.
42. ↑  .   [2016-03-28]. （原始内容存档于2013-02-03）.
43. ↑  .   [2016-03-28]. （原始内容存档于2013-02-03）.
44. ↑  .   [2016-03-28]. （原始内容存档于2013-02-03）.
45. ↑  .   [2016-03-28]. （原始内容存档于2016-03-04）.
46. ↑  平成10年PDF
47. ↑  平成11年PDF
48. ↑  .   [2016-03-28]. （原始内容存档于2016-03-04）.
49. ↑  .   [2016-03-28]. （原始内容存档于2016-03-04）.
50. ↑  .   [2016-03-28]. （原始内容存档于2017-07-29）.
51. ↑  .   [2016-03-28]. （原始内容存档于2017-07-29）.
52. ↑  .   [2016-03-28]. （原始内容存档于2017-07-29）.
53. ↑  .   [2016-03-28]. （原始内容存档于2017-07-29）.
54. ↑  .   [2016-03-28]. （原始内容存档于2017-07-29）.
55. ↑  .   [2016-03-28]. （原始内容存档于2017-07-29）.
56. ↑  .   [2016-03-28]. （原始内容存档于2017-07-29）.
57. ↑  .   [2016-03-28]. （原始内容存档于2016-03-26）.
58. ↑  .   [2016-03-28]. （原始内容存档于2016-03-27）.
59. ↑  .   [2016-03-28]. （原始内容存档于2016-03-25）.
60. ↑  .   [2016-03-28]. （原始内容存档于2016-03-27）.
61. ↑  .   [2017-07-12]. （原始内容存档于2016-03-22）.
62. ↑  .   [2017-07-12]. （原始内容存档于2017-07-30）.
63. ↑  .   [2017-07-12]. （原始内容存档于2018-11-09）.
64. ↑  .   [2020-07-29]. （原始内容存档于2019-05-02）.
65. ↑  .   [2020-07-29]. （原始内容存档于2019-12-03）.
66. ↑  .   [2020-07-29]. （原始内容存档于2020-08-04）.

## 外部連結
- 車站資訊（高尾）：東日本旅客鐵道
- 高尾 - 京王電鐵